# 阿卡迪亚国家公园
阿卡迪亚國家公園是美國緬因州芒特迪瑟特島為主加上附近諸島以及本土的斯库迪克半岛所組成的一個國家公園。于1919年建立时，名为拉斐德国家公园，是密西西比河以东最古老的国家公园。1929年被重命名为阿卡迪亚国家公园。

## 地貌特点
該國家公園面對大西洋，包含山區、海岸線、森林和湖泊等多樣地貌。阿卡迪亚国家公园总占地面积超过47000英亩（73平方英里，190平方公里）。由国会于1986年划定的公园永久边界包含了许多国家公园意图获得的私人领地。

## 组成范围
公園的詳細組成範圍包括：
- 山沙島－面積為123平方公里
- 霍島（英语：Isle au Haut, Maine）－面積為11平方公里，位於山沙島西南方。
- 貝克島（英语：Baker Island (Maine)）
- 史庫迪克半島－面積為9.2平方公里。

## 野生动物
阿卡迪亚栖息着大约40种哺乳动物。

## 相片集

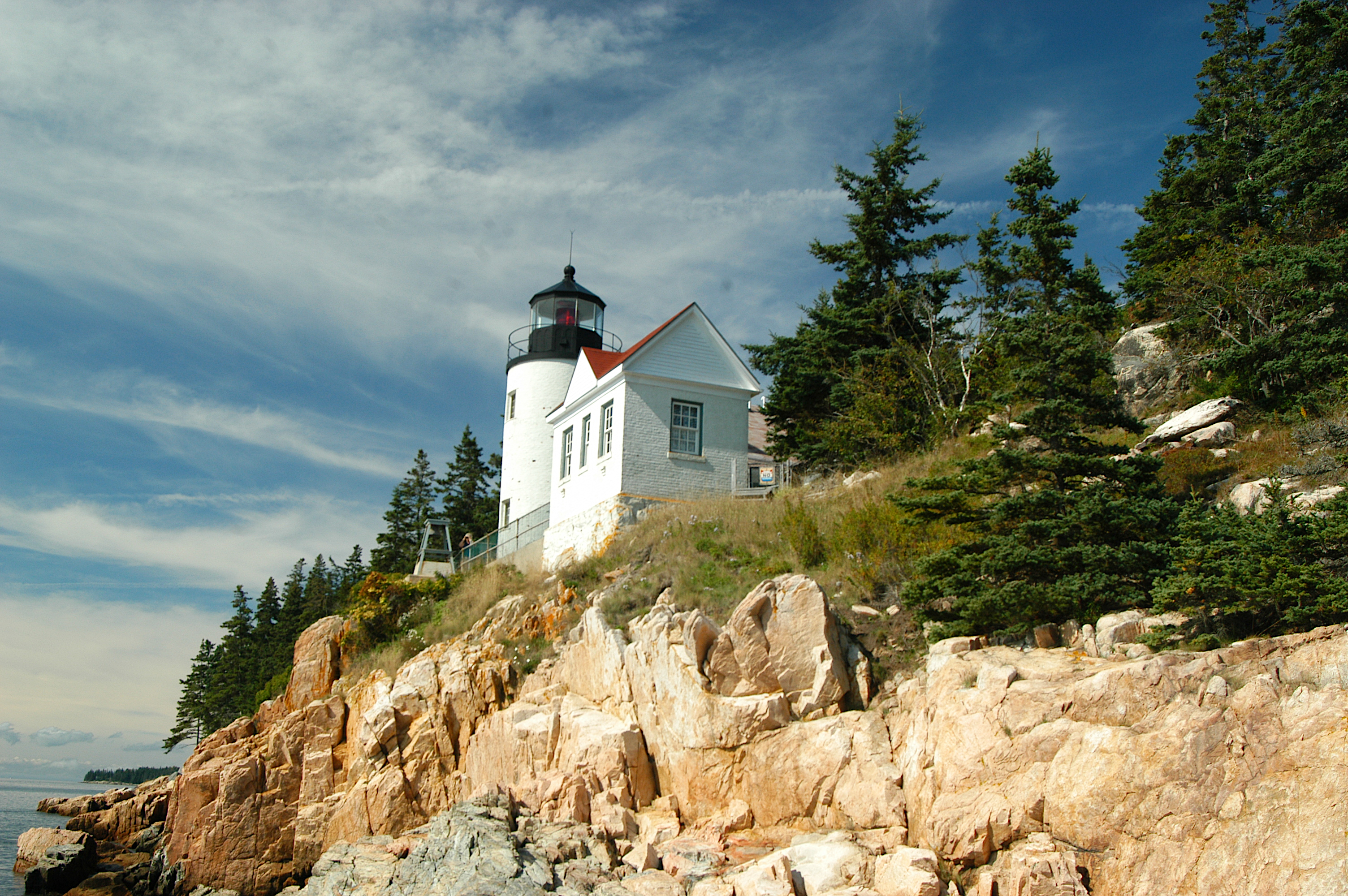
巴斯港（Bass Harbor）燈塔。
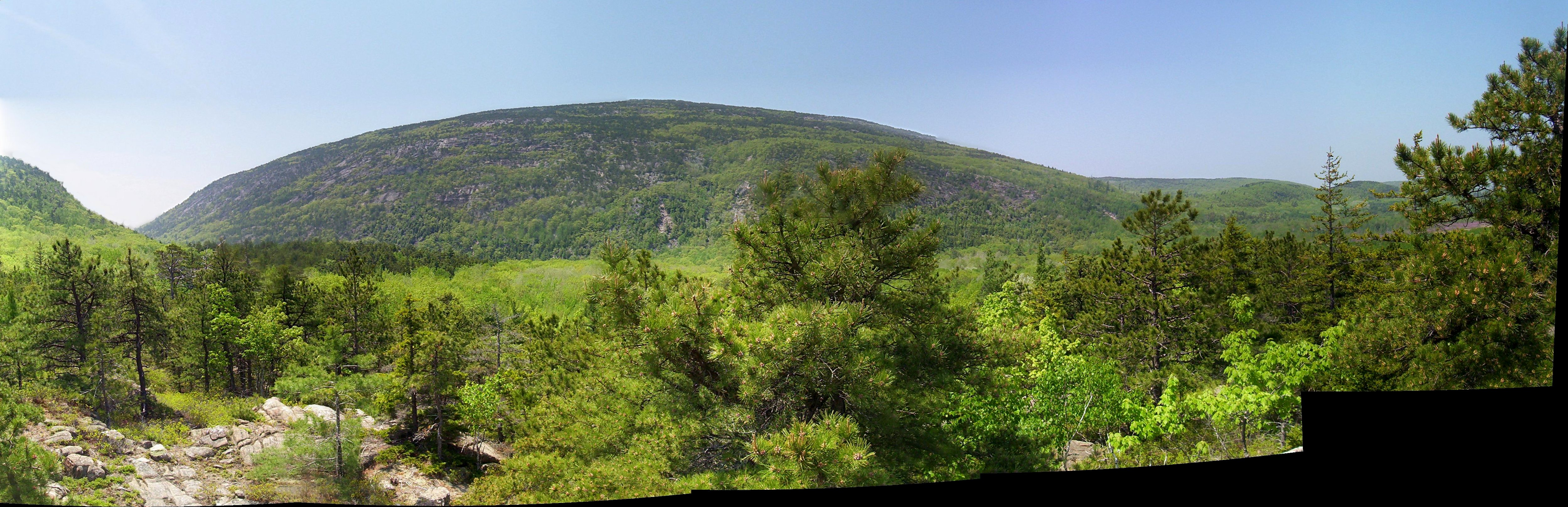
從熊溪野餐區（Bear Brook Picnic Area）眺望風景。
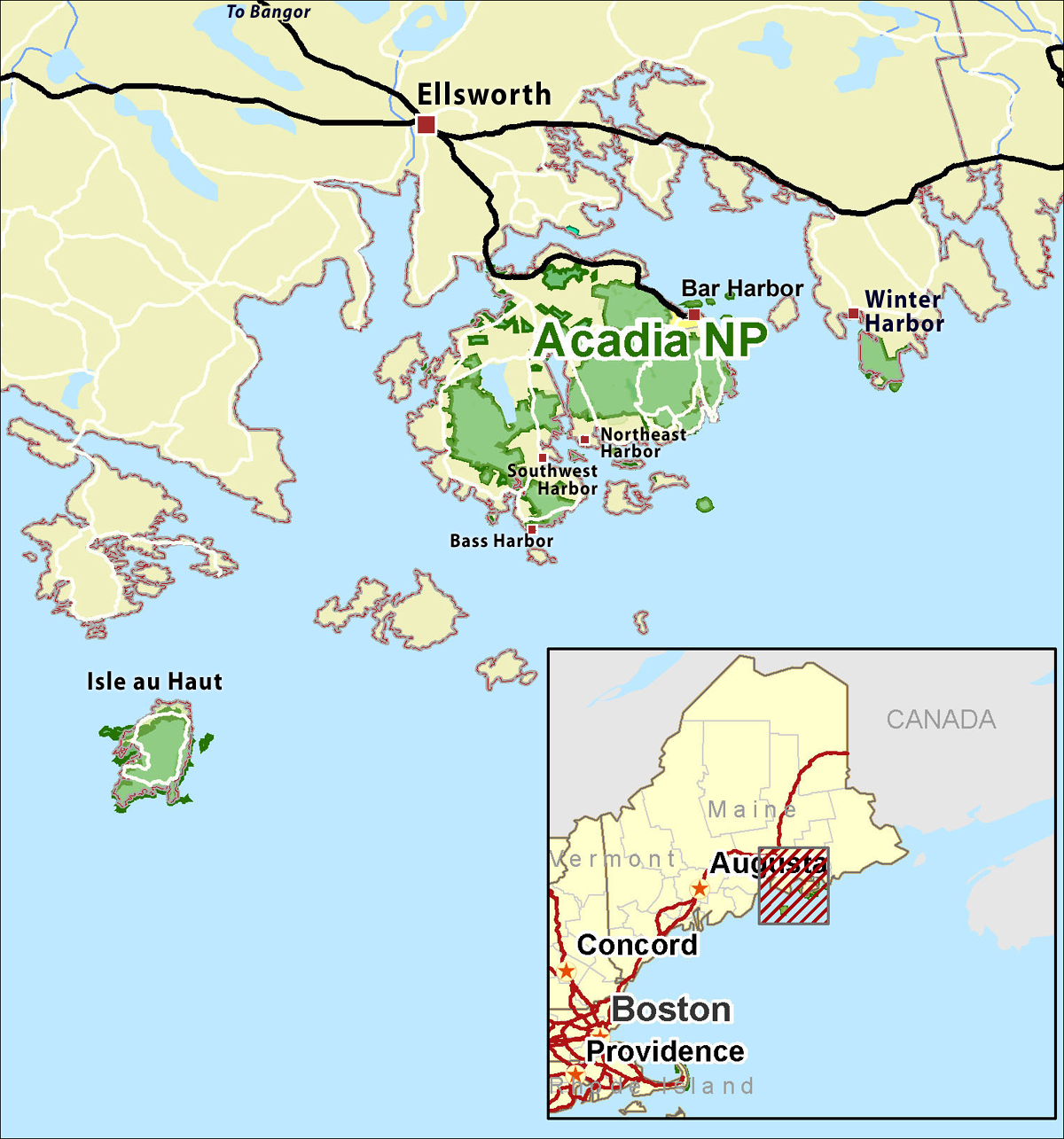
附近地圖。